# Steven Runciman
James Cochran Stevenson Runciman (n. 7 iulie 1903, Northumberland, Anglia, Regatul Unit al Marii Britanii și Irlandei – d. 1 noiembrie 2000, Radway⁠(d), Stratford-on-Avon, Anglia, Regatul Unit) a fost un istoric britanic, cunoscut pentru operele sale asupra Evului mediu. Cea mai renumită lucrare a sa o constituie cele trei volume din A History of the Crusades (1951-1954).

## Opere
- The Emperor Romanus Lecapenus and His Reign  (1929)
- The First Bulgarian Empire (1930)
- Byzantine Civilization (1933)
- The Medieval Manichee: A Study of the Christian Dualist Heresy (1947)
- A History of the Crusades, Vol. 1: The First Crusade and the Foundation of the Kingdom of Jerusalem (Cambridge University Press, 1951); ediția în limba română - Istoria cruciadelor vol.I - Cruciada I și întemeierea Regatului Ierusalimului, ed. Nemira, 2014
- A History of the Crusades, Vol. 2: The Kingdom of Jerusalem and the Frankish East (Cambridge University Press, 1952); ediția în limba română - Istoria cruciadelor vol.II - Regatul Ierusalimului și Orientul Latin, 1100-1187, ed. Nemira, 2015
- A History of the Crusades, Vol. 3: The Kingdom of Acre and the Later Crusades (Cambridge University Press, 1954)
- The Eastern Schism: A Study of the Papacy and the Eastern Churches during the XIth and XIIth Centuries (1955)
- The Sicilian Vespers: A History of the Mediterranean World in the Later Thirteenth Century (1958); ediția în limba română - Vecerniile siciliene, ed. Nemira, 2011
- The White Rajahs (1960)
- The Fall of Constantinople, 1453 (1965); ediția în limba română - Căderea Constantinopolului, ed. Enciclopedică, ediția a II-a, 1991, ed. Nemira, ediția a III-a, 2011.
- The Great Church in Captivity (1968); ediția în limba română - Marea biserică în captivitate, ed. Sophia, 2013.
- The Last Byzantine Renaissance (1970)
- The Orthodox Churches and the Secular State (1972)
- Byzantine Style and Civilization (1975)
- The Byzantine Theocracy (1977); ediția în limba română - Teocratia bizantina, ed. Nemira, 2012
- Mistra: Byzantine Capital of the Peloponnese (1980)
- A Traveller's Alphabet. Partial Memoirs (1991)